# 뉴질랜드 안보정보청

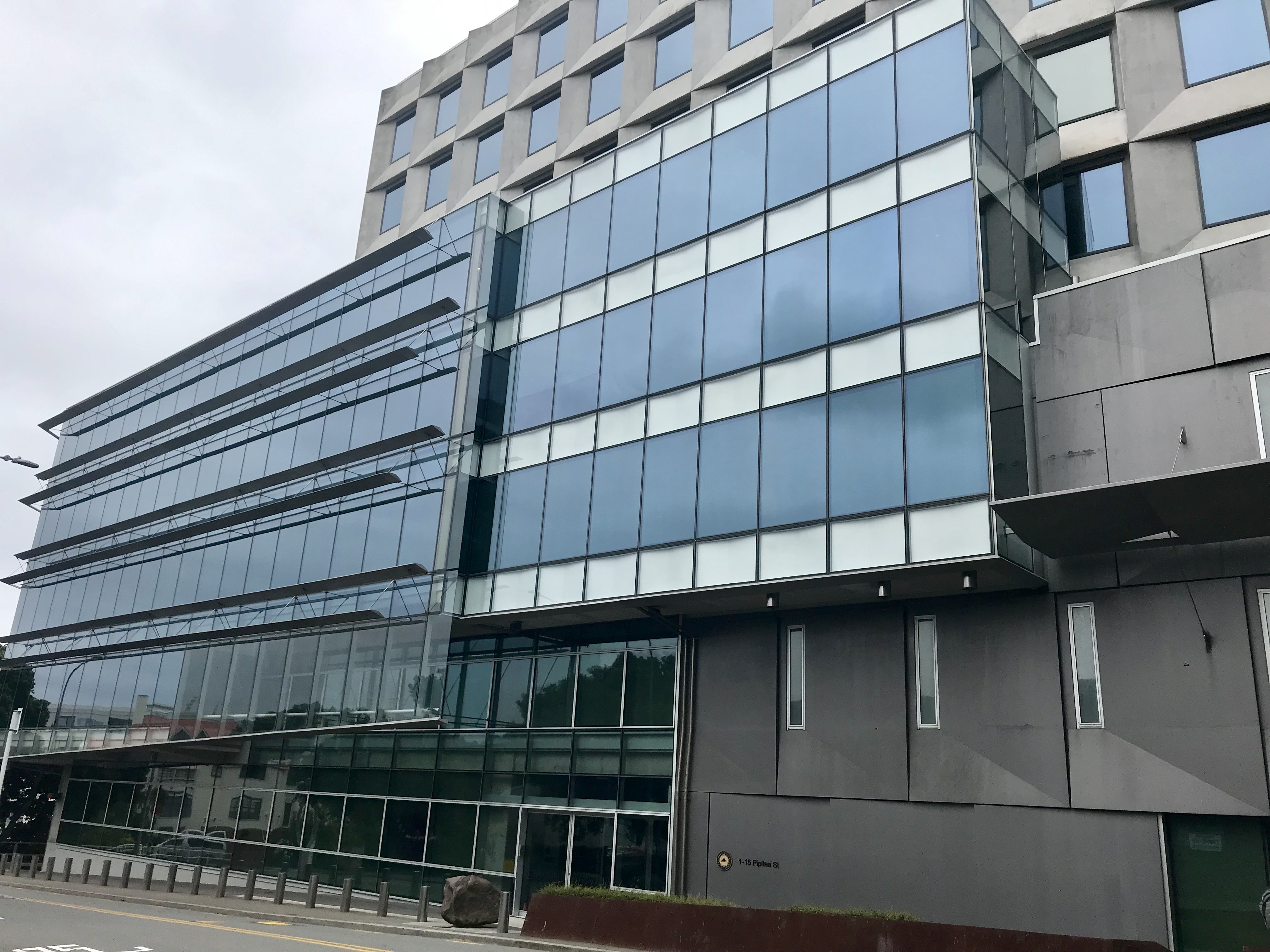

뉴질랜드 안보정보청 (-安保情報廳, 영어: New Zealand Security Intelligence Service; NZSIS)은 뉴질랜드의 정보 기관이다. SIS는 체포권은 없지만,통신감청과 가택수색 등의 권한이 있다. 본부는 웰링턴에 있고, 지부는 오클랜드와 크라이스트처치에 있다.